# Station Jarosty
Station Jarosty is een spoorwegstation in de Poolse plaats Jarosty.